# Kazimierz Wojciechowski (pedagog)
Kazimierz Wojciechowski (ur. 17 marca 1905 w Chrzanowie, zm. 25 stycznia 1994 w Warszawie) – polski pedagog, profesor nauk humanistycznych (1961), działacz społeczny, od 1955 nauczyciel akademicki, od 1961 profesor Uniwersytetu Warszawskiego.

## Życiorys
Od 1923 do 1924 członek Związku Polskiej Młodzieży Socjalistycznej Szkół Średnich. Od 1925 członek Związku Niezależnej Młodzieży Socjalistycznej. Od 1927 był członkiem Polskiej Partii Socjalistycznej (PPS).
Główną działalność o charakterze oświatowym i pedagogicznym rozpoczął w Towarzystwie Uniwersytetu Robotniczego, gdzie od 1929 do 1938 był członkiem Zarządu Głównego. Działał również w Organizacji Młodzieży TUR, a przede wszystkim w Czerwonym Harcerstwie TUR. W Czerwonym Harcerstwie od 1931 do 1938 był wiceprzewodniczącym Rady Głównej, którą kierował Stanisław Dubois. W ramach działalności harcerskiej był współredaktorem miesięcznika „Gromada”.
W czasie okupacji hitlerowskiej organizował tajne nauczanie w Liceum im. Limanowskiego w Warszawie. Był również od 1942 członkiem Wydziału Oświaty Dorosłych w Departamencie Oświaty i Kultury Delegatury Rządu na Kraj. Aresztowany przez Gestapo 14 stycznia 1944 i więziony na Pawiaku. Uwolniony, uczestniczył w działaniach tworzenia samorządu w trakcie powstania warszawskiego na Żoliborzu.
Po wyzwoleniu członek „lubelskiej” PPS. Od 1946 do 1948 sekretarz generalny ZG Towarzystwa Uniwersytetu Robotniczego. Po 1948 poświęcił się pracy naukowej w zakresie pedagogiki i samokształcenia, osiągając tytuł profesora zwyczajnego Uniwersytetu Warszawskiego. Główny popularyzator dorobku Czerwonego Harcerstwa.
W 1981 współtwórca i pierwszy przewodniczący Stowarzyszenia Oświatowców Polskich.

## Niektóre publikacje
- Praca umysłowa: podręcznik samokształcenia, Warszawa 1947;
- Oświata ludowa 1863-1905 w Królestwie Polskim i Galicji, Ludowa Spółdzielnia Wydawnicza, Warszawa 1954;
- Sztuka czytania: obrazki z życia i wskazówki wraz ze słownikiem wyrazów obcych, Warszawa 1956;
- Zagadnienia oświaty dorosłych, (redakcja), Ossolineum, 1958;
- Zagadnienia popularyzacji wiedzy i czytelnictwa (redakcja), Ossolineum, 1966;
- Pedagogika dorosłych (redakcja), Warszawa 1966;
- Wychowanie dorosłych, Wrocław, Ossolineum 1973;
- Z pamiętnika wychowawcy (redakcja) Warszawa 1976;
- Encyklopedia oświaty i kultury dorosłych (redakcja) Ossolineum, 1986;

## Odznaczenia
- Odznaka „Zasłużony Działacz Kultury” (1967)[1]